# Cá hồi vân
Cá hồi vân (tên khoa học Oncorhynchus mykiss) là một loài cá hồi bản địa ở các sông nhánh của Thái Bình Dương ở châu Á và Bắc Mỹ. Loài đầu thép là một loại cá hồi cầu vồng bơi ngược sông để sinh sản thường trở về vùng nước ngọt để đẻ trứng sau hai hoặc ba năm sinh sống ở biển; cá hồi cầu vồng và cá hồi đầu thép là loài tương tự. Loài cá này được gọi là salmon trout trong tiếng Anh. Nhiều loài cá hồi trong Họ Cá hồi được gọi là cá hồi, một số bơi ngược sông để sinh sản như cá hồi còn một số chỉ sống ở nước ngọt.
Loài đã được du nhập với mục đích nuôi làm thực phẩm, thể thao ít nhất 45 quốc gia, và mọi châu lục ngoại trừ châu Nam Cực. Trong một số địa điểm, chẳng hạn như Nam Âu, Australia và Nam Mỹ, chúng đã có ảnh hưởng tiêu cực các loài cá bản địa do chúng ăn thịt, cạnh tranh vượt trội so với loài cá bản địa, truyền các bệnh truyền nhiễm (chẳng hạn như bệnh Whirling truyền bởi Tubifex) hoặc lai tạo với các loài liên quan chặt chẽ và phân loài có nguồn gốc ở phía tây Bắc Mỹ.

## Quá trình phân loại
Tên khoa học của cá hồi vân là Oncorhynchus mykiss. Loài ban đầu được đặt tên bởi nhà tự nhiên học và phân loại học người Đức tên Johann Julius Walbaum năm 1792 dựa trên các mẫu điển hình lấy ở bán đảo Kamchatka, Siberia. Tên loài mà Walbaum đặt là mykiss, vốn có nguồn gốc từ tiếng Kamchatkan: mykizha. Tên chi gồm các từ onkos tiếng Hy Lạp nghĩa là "móc", và rynchos tiếng Hy Lạp nghĩa là "mũi", xuất phát từ chiếc hàm nối của con đực.
Ông John Richardson, một nhà tự nhiên học người Scotland, đặt tên mẫu vật của loài này là Salmo gairdneri vào năm 1836 để vinh danh Meredith Gairdner, một bác sĩ phẫu thuật Công ty Vịnh Hudson tại Fort Vancouver trên sông Columbia đã cung cấp Richardson mẫu vật. Năm 1855, người phụ trách bảo tàng Địa chất và Khoáng Vật ở Viện Khoa học California tên là William P. Gibbons tìm thấy mẫu và đặt tên là Salmo iridia (Tiếng La-tinh: cầu vồng), sau đó sửa lại thành Salmo irideus. Những tên này đã bị bỏ đi khi Walbaum mô tả tổng quan mẫu vật và do đó ưu tiên tên ông đặt ra. Năm 1989, các nghiên cứu về hình thái và di truyền chỉ ra rằng cá hồi của lưu vực Thái Bình Dương gần hơn về mặt di truyền với cá hồi Thái Bình Dương (chi Oncorhynchus) so với chi Salmos - cá hồi nâu (Salmo trutta) hoặc cá hồi Đại Tây Dương (Salmo salar) của lưu vực Đại Tây Dương. Như vậy, trong năm 1989, các nhà phân loại học đã chuyển cá hồi vân, Oncorhynchus clarki và các loài cá hồi thuộc lưu vực Thái Bình Dương vào chi mang tên là Oncorhynchus. Vì ưu tiên tên mà Walbaum đặt ra, nên tên loài Oncorhynchus mykiss đã trở thành tên khoa học của cá hồi vân. 

### Phân loài
Phân loài của Oncorhynchus mykiss được liệt kê phía dưới bởi nhà sinh vật biển Robert J. Behnke (2002):
| Vùng                  | Tên thường | Tên khoa học | Phân bố | Hình ảnh                                             |
| --------------------- | --- | --- | --- | ---------------------------------------------------- |
|                       | Cá hồi vân Kamchatkan | O. m. mykiss (Walbaum, 1792) | Tây Thái Bình Dương: Bán đảo Kamchatka, phía đông hòn đảo Commander, rải rác trong biển Okhotsk, phía nam cửa sông Amur. |                                                      |
| Dạng vùng ven biển    | Cá hồi vân ven biển | O. m. irideus (Gibbons, 1855) | Nhánh Thái Bình Dương từ quần đảo Aleutian ở Alaska phía nam tới miền Nam California. | O. m. irideus                                        |
| Dạng vùng ven biển    | cá hồi Beardslee | (không phải là một phân loài có thật, nhưng có sự sai khác về mặt di truyền của cá hồi vân ven biển) (Jordan, 1896) | Phân lập trong hồ Crescent, Washington. | O. m. irideus                                        |
| Dạng cá hồi vân       | cá hồi vân sông Columbia | O. m. gairdneri (Richardson, 1836) | Tìm thấy trong sông Columbia và các nhánh của nó ở Montana, Washington và Idaho. Cá bơi ngược sông. | xxxx100px]] Cá hồi vân sông Columbia O. m. gairdneri |
| Dạng cá hồi vân       | Cá hồi vân sông Athabasca | O. m. spp., được Behnke xem xét như là một dạng của O. m. gairdneri, nhưng được nhà sinh vật học L.M. Carl (làm ở Bộ Tài nguyên tỉnh bang Ontario, Canada) coi là một phân loài riêng biệt của và được công nhận vào năm 1994. | Phân bố đầu nguồn của hệ thống sông Athabasca ở Alberta | xxxx100px]] Cá hồi vân sông Columbia O. m. gairdneri |
| Dạng cá hồi vân       | Cá hồi vân sông McCloud | O. m. stonei (Jordan, 1894) | Nguồn gốc ở sông McCloud (California, Mĩ), thượng nguồn của Thác Trung, và các nhánh của nó ở Bắc California, phía nam của núi Shasta. | xxxx100px]] Cá hồi vân sông Columbia O. m. gairdneri |
| Dạng cá hồi vân       | Cá hồi vân lạch Sheepheaven                                                                                                   | O. m. spp. | Nguồn gốc ở lạch Sheepheaven, Hạt Siskiyou, bang California. Sheepheaven Creek redband được nuôi ở lạch Swamp năm 1972 và 1974 và ở lạch Trout vào năm 1977. | xxxx100px]] Cá hồi vân sông Columbia O. m. gairdneri |
| Dạng cá hồi vân       | Cá hồi vân Bồn Địa Lớn | O. m. newberrii (Girard, 1859) | Nguồn gốc ở Đông Nam Oregon, các vùng của California và Nevada, ở vùng ngoại vi của Bồn Địa Lớn. | xxxx100px]] Cá hồi vân sông Columbia O. m. gairdneri |
| Dạng cá hồi vân       | | O. m. aquilarum (Snyder, 1917) | Loài đặc hữu của hồ Eagle, hạt Lassen, bang California. | xxxx100px]] Cá hồi vân sông Columbia O. m. gairdneri |
| Dạng cá hồi vân       | | O. m. kamloops strain (Jordan, 1892) | Nguồn gốc ở các hồ British Columbia Lớn, đặc biệt là hồ Kamloops và hồ Kootenay. Kích thước của cá rất lớn. | xxxx100px]] Cá hồi vân sông Columbia O. m. gairdneri |
| Cá hồi vàng Sông Kern | | O. m. aguabonita (Jordan, 1892) | Nguồn gốc ở lạch Golden Trout (nhánh sông Kern), lạch Volcano (nhánh lạch Golden Trout), và sông South Fork Kern. | cá hồi cầu vồng vàng sông Kern O. m. aguabonita      |
| Cá hồi vàng Sông Kern | | O. m. gilberti (Jordan, 1894) | Loài đặc hữu của sông Kern và các phụ lưu ở hạt Tulare, California. Phạm vi hiện tại của nó là giảm đáng kể từ nhiều di tích lịch sử của nó. Quần thể còn sót lại sống trên sông Kern trên lạch Durrwood, ở trên Ninemile, Rắn chuông và lạch Osa, và có thể ở trên lạch Peppermint. | cá hồi cầu vồng vàng sông Kern O. m. aguabonita      |
| Cá hồi vàng Sông Kern | | O. m. whitei (Evermann, 1906) | Loài đặc hữu trong khoảng 100 dặm (160 km) của Sông Kern Nhỏ và các nhánh. Phạm vi hiện tại của họ bị hạn chế đến năm suối đầu nguồn của lưu vực sông Kern (bãi cỏ Wet, lạch Deadman, lạch Soda Spring, lạch Willow, lạch Sheep và Fish), cùng với LạchCoyote, một nhánh của sông Kern. | cá hồi cầu vồng vàng sông Kern O. m. aguabonita      |
| Mexico                | -Cá hồi vân vùng Mexico -Cá hồi Rio Yaqui, Rio Mayo, Guzman -Cá hồi Rio San Lorenzo, Arroyo la Sidra -Cá hồi Rio del Presidio | O. m. nelsoni (Evermann, 1908) | Đôi khi được gọi là cá hồi Nelson, phân làm ba nhóm địa lý riêng biệt. Sự phân loại của các cá hồi là đối tượng nghiên cứu sự đa dạng của các hình thức đáng kể trong nhóm này. |                                                      |
| Mutated               | -Cá hồi vân vàng -Cá hồi Palomino                                                                                             | | Được gọi là cá hồi vân vàng hay cá hồi Palomino vì cá được lai tạo từ một biến thể màu sắc đột biến duy nhất của O. mykiss có nguồn gốc từ cá ở Tây Virginia trong năm 1955. Cá hồi vân vàng chủ yếu là màu vàng nhạt, thiếu các lĩnh vực màu xanh lá cây đặc trưng và những đốm đen nhưng giữ lại khuếch tán sọc đỏ. Cá hồi Palomino là một kết hợp của vàng và phổ biến cá hồi vân, kết quả là một màu trung gian. Các cá hồi vân vàng không phải là phân loài giống như tự nhiên O. m. aguabonita, sông Kern cá hồi vàng của California. | Cá hồi vân vàng                                      |

## Mô tả
Cá hồi vùng nước ngọt khi trưởng thành nặng từ 1 và 5 lb (0,5 và 2,3 kg) trong môi trường sông, trong khi cá ở hồ và cá bơi ngược sông có thể đạt 20 lb (9,1 kg). Màu của cá thể giữa các phân loài hay nơi sống rất khác nhau. Cá hồi vùng nước ngọt khi trưởng thành phần lớn có màu trộn của xanh lá cây và xanh da trời hoặc màu xanh ô-liu cùng với những đốm đen lớn dọc suốt chiều dài của cơ thể. Cá trưởng thành có sọc đỏ rộng, dọc theo hàng vẩy, xuất phát từ mang cho đến đuôi thể hiện rõ nhất ở giống đực. Đuôi cá hơi vuông và được xẻ một chút ở giữa. Còn cá hồi ở hồ và cá bơi ngược sông thường có màu hơi bạc và không có sọc đỏ trên hàng vẩy như cá hồi vùng nước ngọt. Phần lớn cá hồi ở tuổi bắt đầu trưởng thành ở vùng nhiệt đới có vạch tối. Ở một số loài cá hồi vân hay cá hồi vàng, vạch tối có thể xuất hiện cho đến khi đến tuổi trưởng thành. Một số cá hồi cầu vồng ven biển (O. m. irideus), cá hồi vân sông Columbia, giống lai "cutbow" (giữa Oncorhynchus mykiss và Oncorhynchus clarki) có vạch màu hơi đỏ hay màu hồng, giống như Oncorhynchus clarki. Trong nhiều nước, cá hồi lai nuôi trại có thể được phân biệt với cá hồi bản địa bằng cách nhìn vây, nhất là trên các vây mỡ.

## Vòng đời
Có hồi cầu vồng, bao gồm cá bẹ, thường đẻ trứng vào khoảng thời gian từ đầu đến cuối xuân (tháng 1 đến tháng 6 ở Bắc Bán cầu và tháng 9 đến tháng 11 ở Nam Bán cầu) khi nhiệt độ nước ít nhất 42 đến 44 °F (6 đến 7 °C). Cá hồi cầu vồng có thể sống lâu nhất là 11 năm.

### Cá nước ngọt
Cá hồi cầu vồng nước ngọt thường sống và sinh sản ở sông nhỏ hoặc hơi lớn, nông, giàu oxi, dưới đấy sông là dải sỏi đá. Cá phát triển ở vùng suối có nhiều phù sa hay đá suối, vốn là những nhánh sông đặc trưng của lưu vực Thái Bình Dương.